# Darthe Capellan
Darthe Capellan (27 de abril de 1996), es un luchador canadiense de lucha libre. Ganó una medalla de plata en el Campeonato Panamericano de 2016.